# Gino Tomasi
Gino Tomasi (Trento, 30 maggio 1927 – Trento, 13 settembre 2014) è stato un naturalista, entomologo e botanico italiano.

## Biografia

### Formazione
Luigi Tomasi (conosciuto come Gino) nacque a Trento nel 1927. Ottenne la maturità scientifica nel 1949 nella città natale poi frequentò l'Università degli Studi di Padova dove entrò in contatto col professor Umberto D'Ancona che dirigeva l'Istituto di zoologia. Partecipò tra il 1951 ed il 1953 ad una ricerca sulla fauna delle Dolomiti promossa dall'ateneo di Padova e dal Museo tridentino di scienze naturali e contemporaneamente svolse attività speleologica anche di rilievo nazionale. Ottenne la laurea in scienze naturali nel 1957 presso l'Università degli Studi di Camerino.

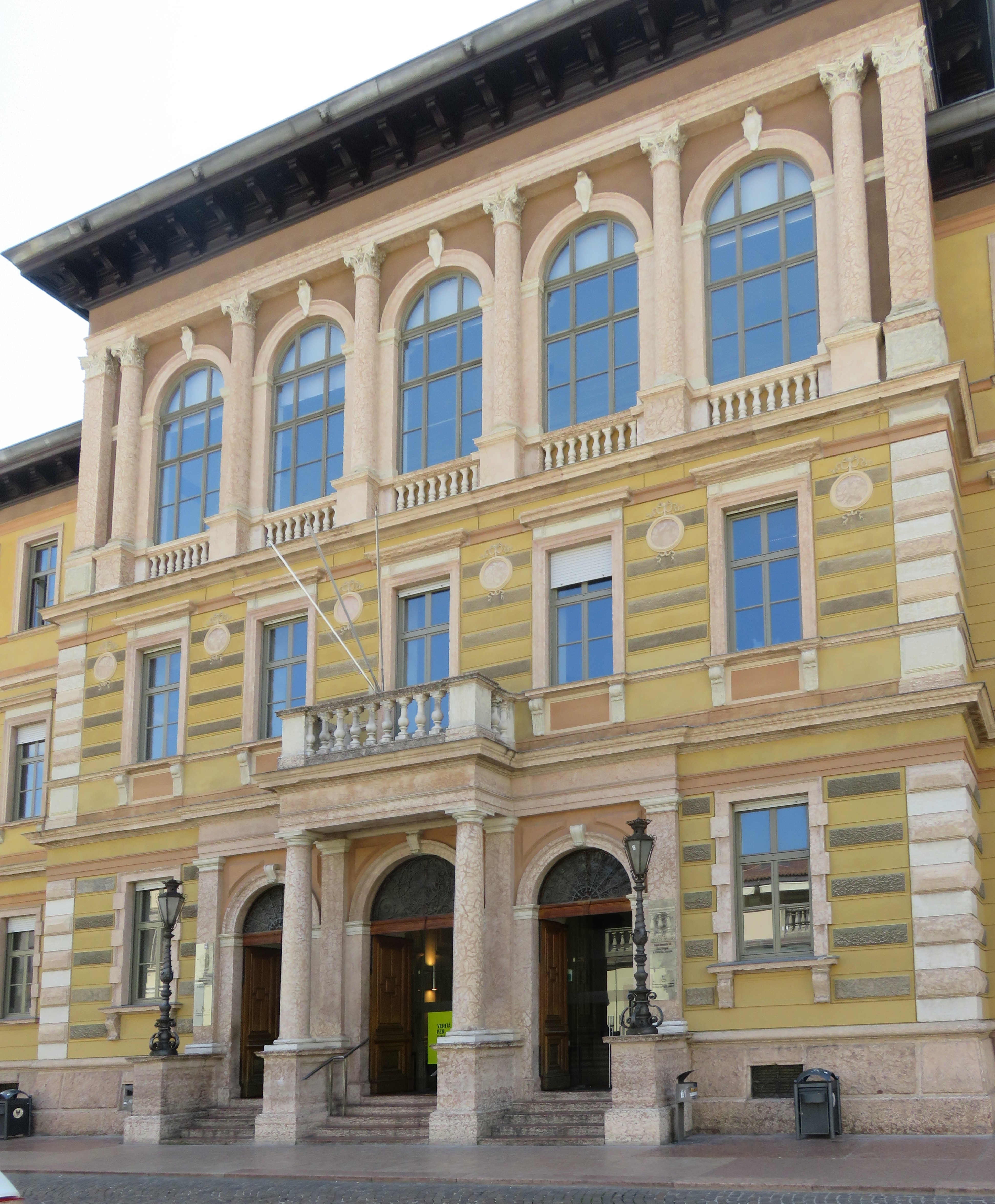
Palazzo degli Studi. Fu sede museale dal 1924 al 1975.

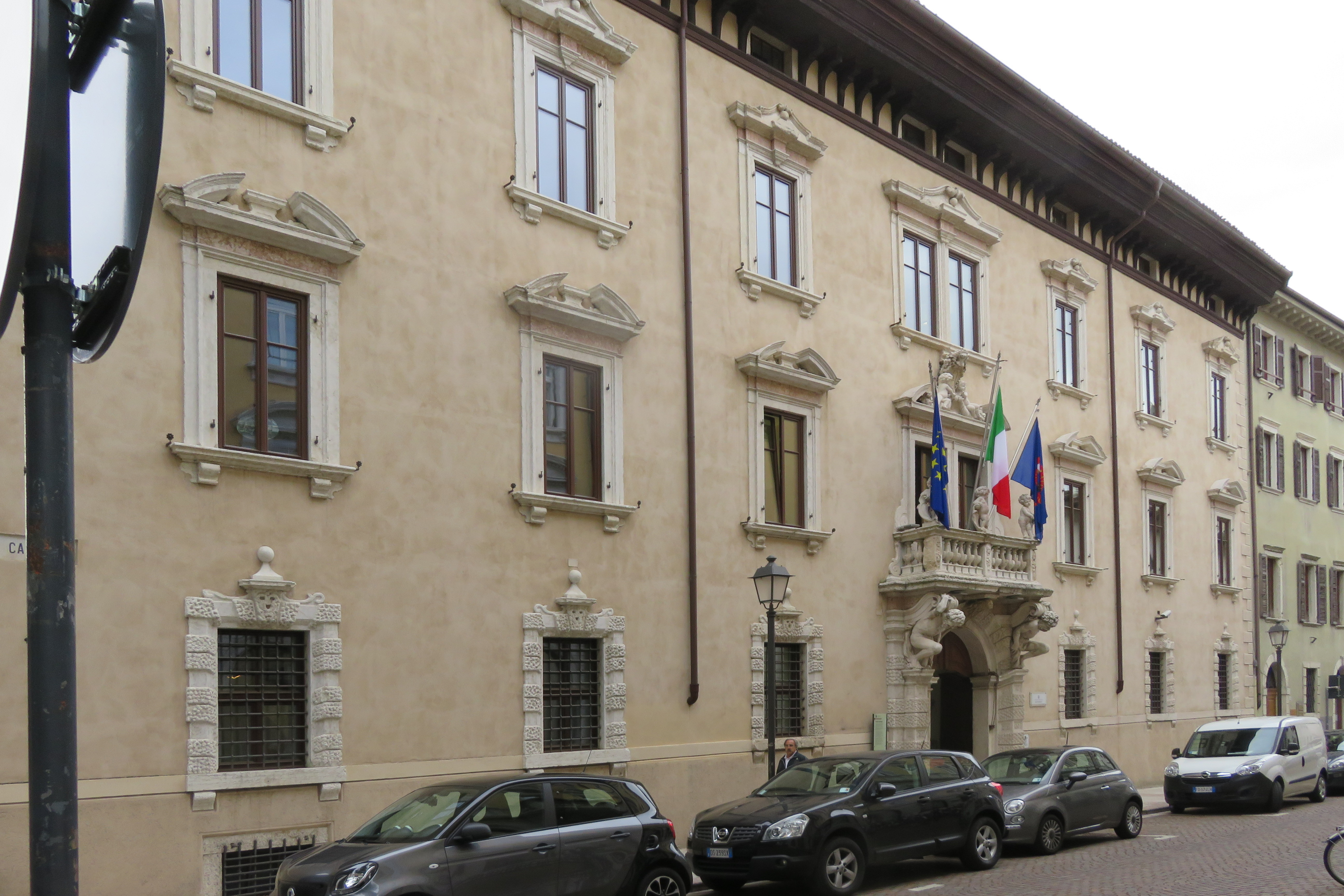
Palazzo Sardagna. Fu sede museale dal 1975 al 2013.

### Direttore del Museo tridentino di scienze naturali
Divenne assistente preso il Museo tridentino di scienze naturali dal 1957. Dal 1960 ottenne l'incarico di vicedirettore. In quegli anni la legge provinciale del 1964 istituì il Museo Tridentino di Scienze Naturali gestito direttamente dalla Provincia autonoma di Trento. quando ancora la sede dell'istituto si trovava in via Verdi, nel palazzo degli Studi (poi sede di ateneo).
Dal 1965 assunse l'incarico di direttore, che mantenne sino al 1992. Prese parte alle trasformazioni della struttura museale di Trento a partire dagli anni sessanta curando il trasferimento dalla sede in via Verdi a quella in via Calepina, in palazzo Sardagna. Dopo il 1992 divenne conservatore onorario e continuò a frequentare il suo studio in via Calepina. 
Promosse campagne di ricerca locale, ideò e seguì i progetti dei parchi naturali trentini, si interessò del museo delle palafitte del lago di Ledro, progettò la reintroduzione dell'orso in Trentino e fu presente in vari settori naturalistici e geologici come sul sito delle marmitte dei giganti a Nago Torbole o in vari biotopi provinciali. Fu socio della Società di Studi Trentini di Scienze Storiche, durante la sua carriera di studioso ha scritto numerosissimi testi naturalistici e geografici ed è morto all'età di ottantasette anni a Trento, il 13 settembre 2014.

## Onorificenze
- Ordine di San Romedio per la Protezione dell'orso bruno alpino
- Drappo di San Vigilio e Accademia degli Accesi
- Trentino dell'anno 2005 - Gruppo U.C.T. - Uomo città territorio
- Aquila ardente di San Venceslao 2006 - Comune di Trento[2][6]

## Opere principali
- Laghi del Trentino, Trento, Provincia autonoma di Trento. Assessorato al turismo, 1980, OCLC 799743272.
- Con Aldo Gorfer, Atlante del Trentino, Trento, Panorama, 1988, OCLC 799103135.
- Sopravvivenza, ecologia, cultura, Trento, Museo trentino di scienze naturali, 1970, OCLC 797255802.
- Attrattive naturali e naturalistiche del Trentino, Trento, Saturnia, 1958, OCLC 797035157.
- Il problema sociale della conservazione della natura e i nostri nuovi parchi, Trento, TEMI, 1968, OCLC 797721584.
- I trecento laghi del Trentino, Trento, Artimedia-Temi, 2004, ISBN 978-88-85114-83-8.
- Per l'idea di natura: storia del Museo di scienze naturali di Trento, Trento, Museo Tridentino di scienze naturali, 2010, ISBN 978-88-531-0013-9.